# توکای شکم‌حنایی
توکای شکم‌حنایی (نام علمی: Turdus rufiventris) نام یک گونه از سرده توکای حقیقی است.